# Luciobarbus mursa
Luciobarbus mursa es una especie de peces de la familia Cyprinidae, orden Cypriniformes.
Son peces dulceacuícolas asiáticos que pueden llegar alcanzar los 39,5 cm de longitud total.